# Auferstehung (Victoria and Albert Museum)

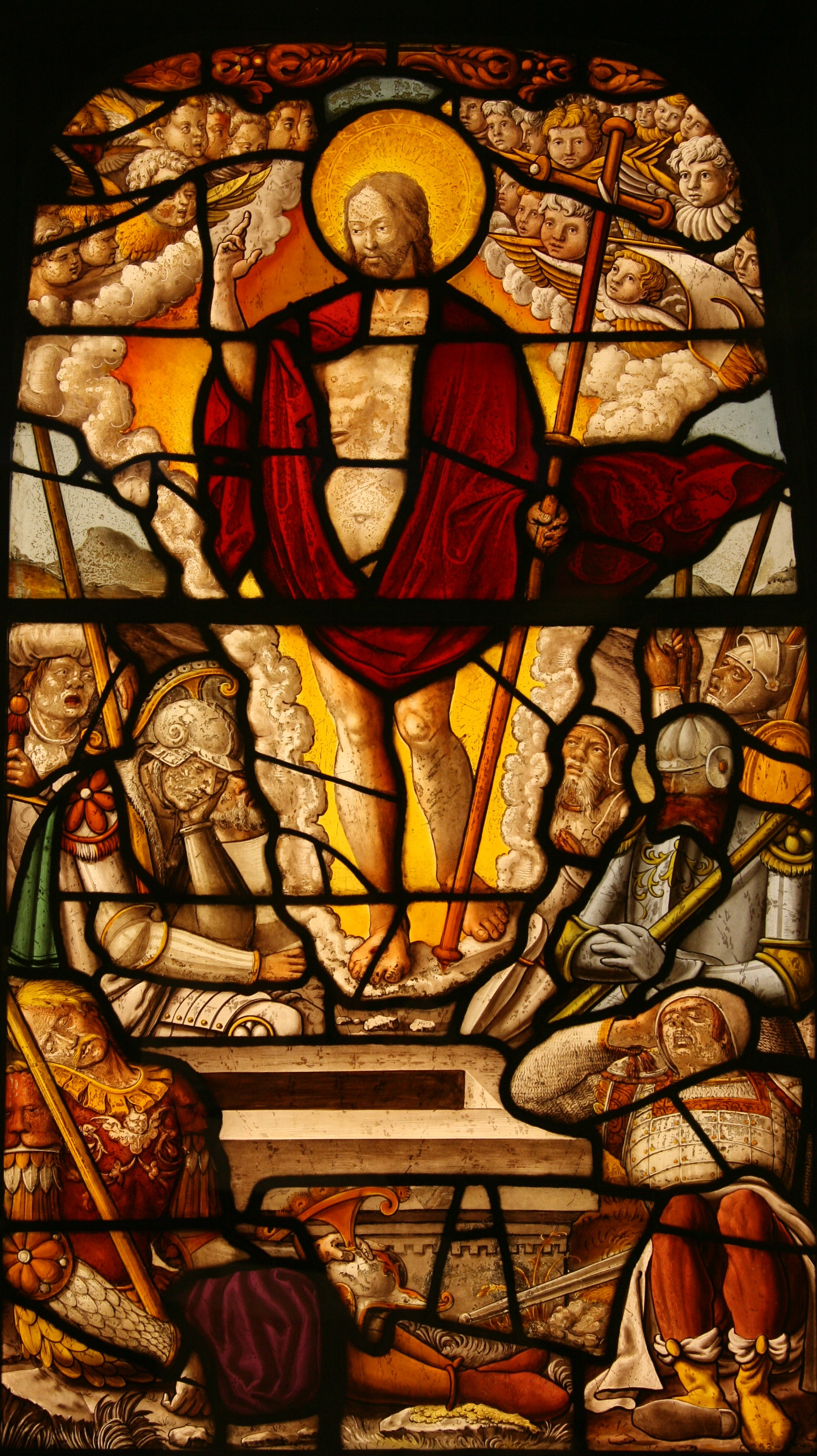
Auferstehung Christi, 1540/42 geschaffen für den Kreuzgang des Klosters Steinfeld

Die Darstellung der Auferstehung ist Teil eines dreibahnigen Bleiglasfensters, das 1540/42 für den Kreuzgang des Klosters Steinfeld geschaffen wurde. Es befindet sich seit 1928 im Victoria and Albert Museum in London.

## Herkunft
Nachdem das Fenster im Kreuzgang des Klosters Steinfeld in der Eifel wegen Kriegswirren fünfmal aus- und wieder eingebaut worden war, wurde es 1785 endgültig entfernt. Nach der Säkularisation kam es über den Kunsthandel 1802 nach England an Earl Brownlow in Ashridge Park. Dort wurde die Scheibe (mit einer Höhe von 97,2 cm und einer Breite von 56,5 cm) 1802 bis 1811 restauriert, und schließlich wurde sie 1928 mit vielen anderen bei einer Versteigerung von Ernest E. Cook erworben und dem Victoria and Albert Museum (Inventar-Nr. C.253-1928) in London geschenkt.

## Beschreibung

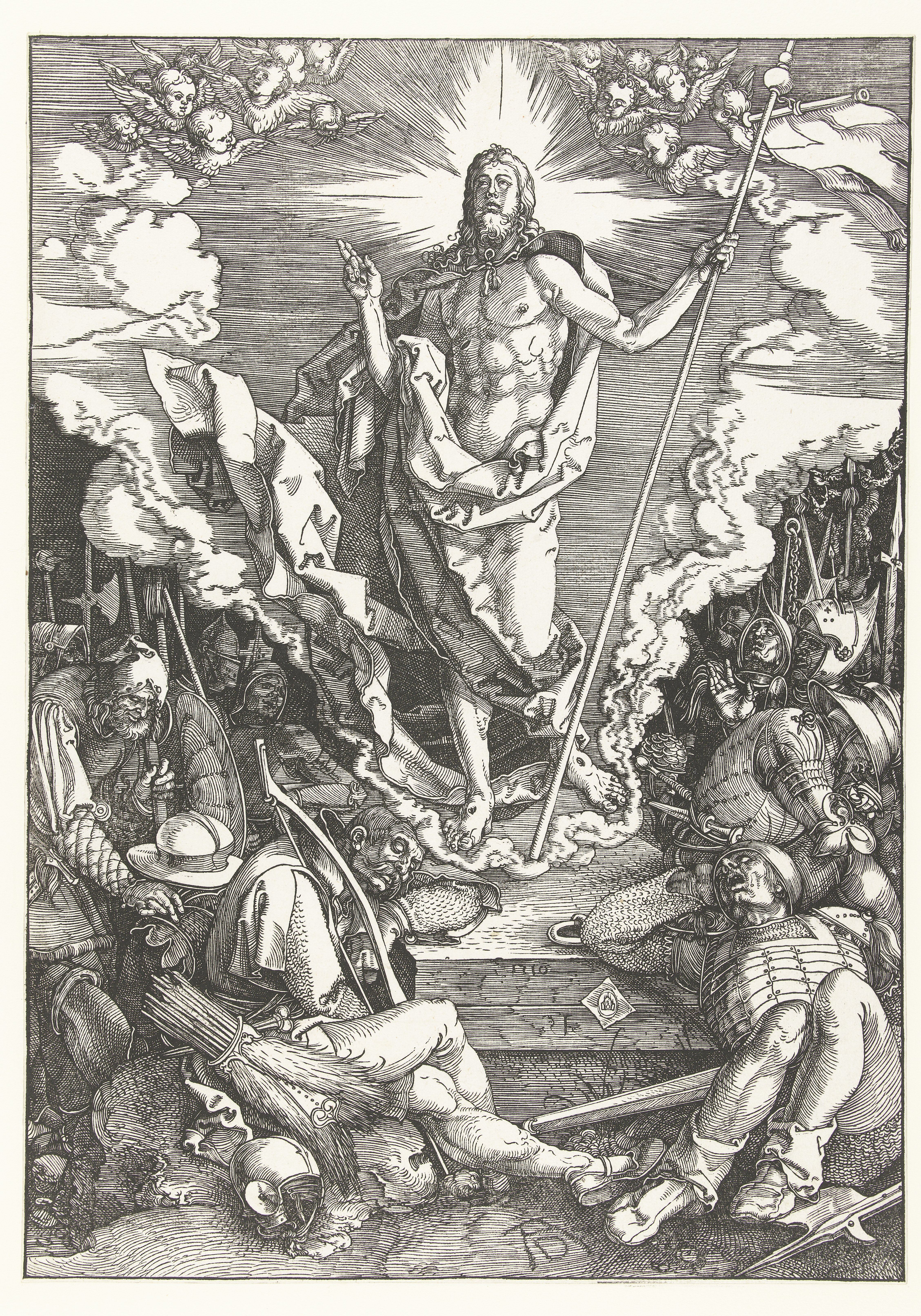
Auferstehung von Albrecht Dürer, 1510

In der Mitte dieses ehemaligen Kreuzgangfensters befand sich die Auferstehungsszene, rechts davon war Jona dargestellt, der vom Walfisch ausgespien wird, und links davon der apokalyptische Christus. Im Vordergrund sind die Soldaten, die das Grab Christi bewachen sollen, eingeschlafen. Christus erscheint über ihnen in einer Aureole aus Wolken nur mit einem dunkelroten Mantel bekleidet, dem Kreuzstab in der linken Hand und mit der rechten den Segen gebend. Das Haupt Christi ist von einem Nimbus umgeben und der ganze obere Bildrand wird von Engelscharen ausgefüllt.

## Vorbild
Der Darstellung der Auferstehung dienten wohl als Vorbild Holzschnitte der Großen und Kleinen Passion von Albrecht Dürer aus dem Jahr 1510. 